# 83e division d'infanterie territoriale
Pour les articles homonymes, voir 83e division.
La 83e division d’infanterie territoriale (ou 83e division territoriale, 83e DT) est le nom d'une unité de l’Armée française, active pendant la Première Guerre mondiale.

## Les chefs de la83edivision d'infanterie territoriale
- 2 août - 22 septembre 1914 : Général Groth[1]
- 22 septembre 1914 - 20 décembre 1917 : Général Galopin[1]
- 20 décembre 1917 - 12 novembre 1918 : Général Gallet[1]
- 12 novembre 1918 - 15 février 1919 : Général Eon[1]

## Composition
- Infanterie :
  - 165e brigade territoriale[2] :

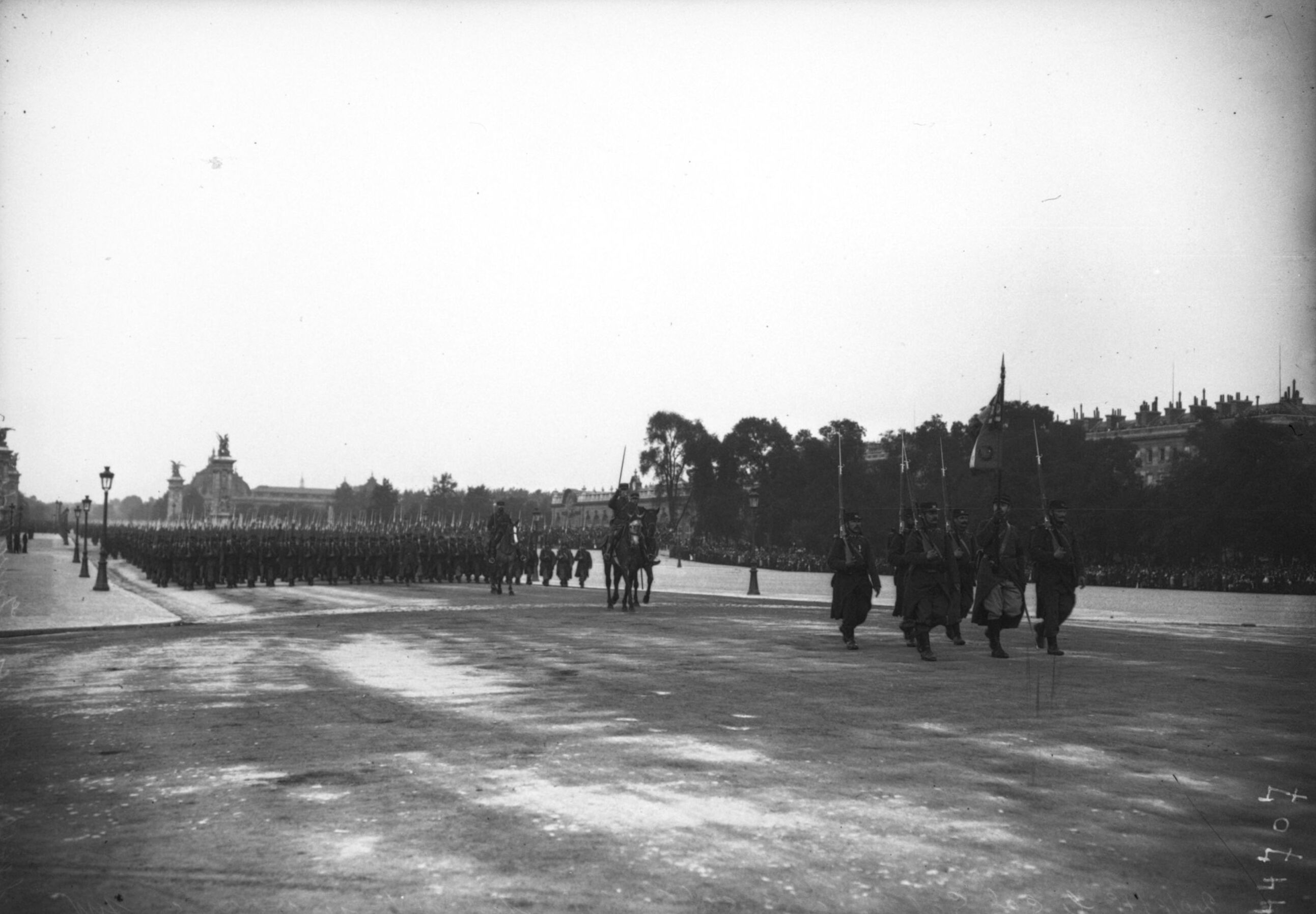
Défilé de l'infanterie de la le 20 mai 1915.

    - 29e régiment d'infanterie territoriale d'août 1914 à juillet 1915
    - 30e régiment d'infanterie territoriale d'août 1914 à juillet 1915
    - 230e régiment d'infanterie territoriale de juillet 1915 à novembre 1918 (ex-30e RIT)
    - 237e régiment d'infanterie territoriale de juillet 1915 à novembre 1918 (ex-29e RIT)

  - 166e brigade territoriale[2] :
    - 31e régiment d'infanterie territoriale d'août 1914 à juillet 1915
    - 32e régiment d'infanterie territoriale d'août 1914 à juillet 1915
    - 232e régiment d'infanterie territoriale de juillet 1915 à novembre 1918 (ex-32e RIT)
    - 285e régiment d'infanterie territoriale de juillet 1915 à novembre 1918 (ex-31e RIT)

- Cavalerie[2]

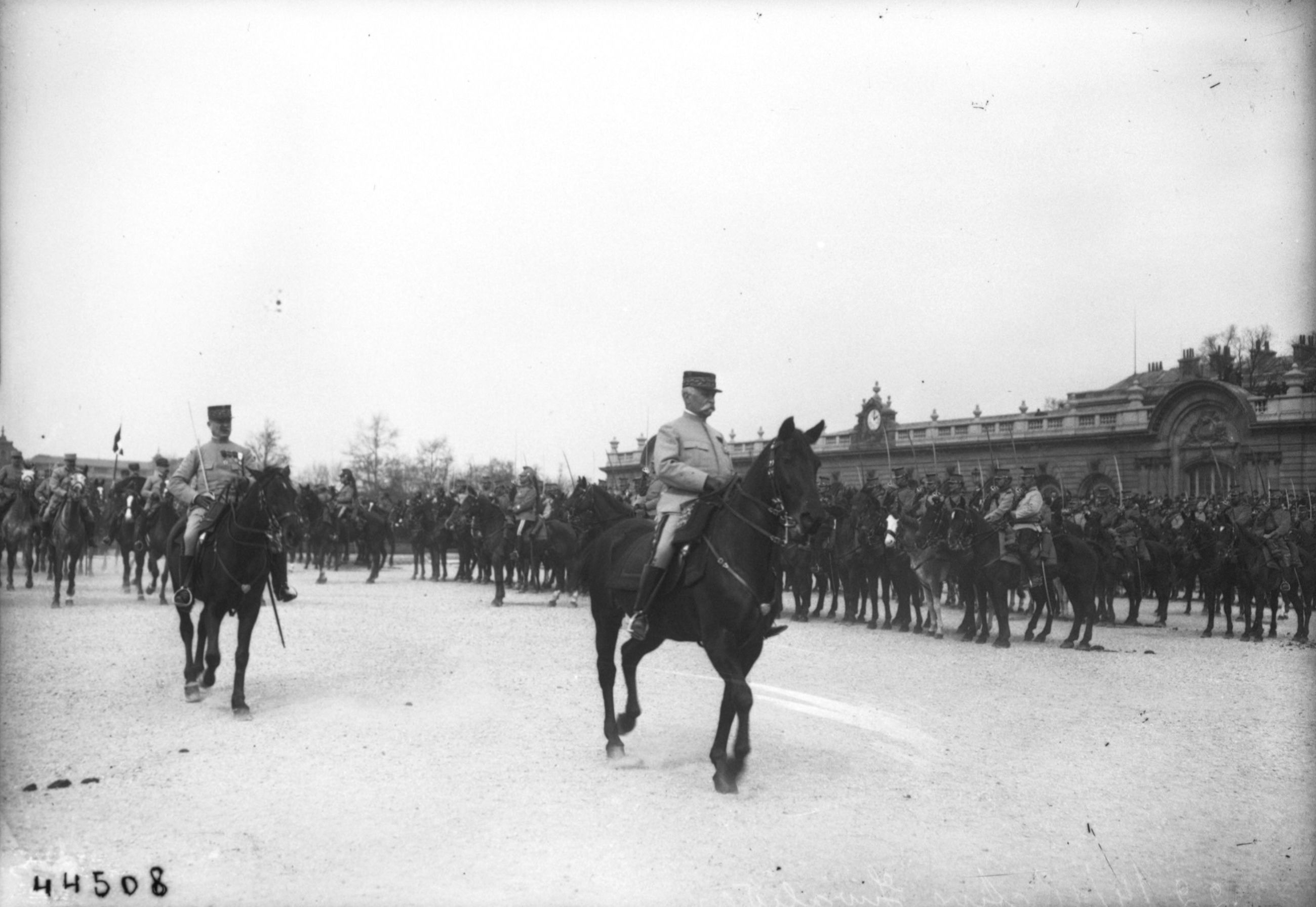
Les cavaliers du 1er régiment de chasseurs, de la, passés en revue par le général Galopin le 22/4/1915.

  - 2 escadrons du 1er régiment de chasseurs à cheval d'août 1914 à mars 1916
  - 1 escadron du 1er régiment de spahis d'août 1916 à octobre 1916
  - 1 escadron du 8e régiment de spahis d'août 1916 à octobre 1916
  - 2 escadrons du 7e régiment de chasseurs à cheval d'octobre 1916 à novembre 1918
- Artillerie[2]
  - 1 groupe de canons de 75 du 45e régiment d'artillerie de campagne d'août 1914 à novembre 1916
  - 1 groupe de canons de 90 du 58e régiment d'artillerie de campagne de novembre 1916 à avril 1917

## Historique
Mobilisée dans la 4e région.

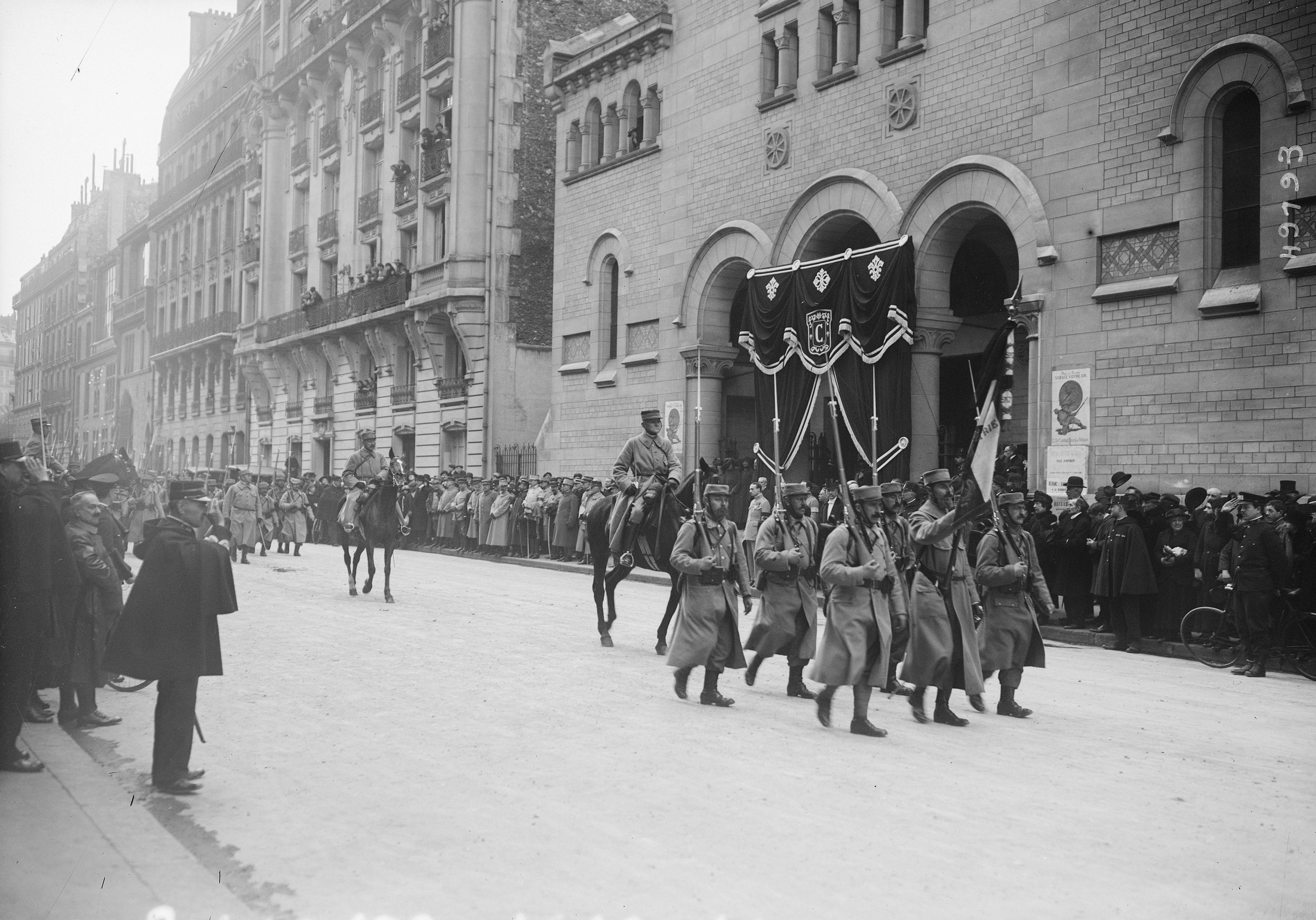
Fantassins de la le 20 avril 1917 lors des obsèques du général Cousin.

- 5 août 1914 : transport par V.F. à Paris[3].
- 5 août 1914 – 11 novembre 1918 : maintenue à Paris[3].
- La division est dissoute le 15 février 1919[4].

### Rattachements
Affectation organique : gouvernement militaire de Paris, d’août 1914 à novembre 1918